# Mesoleptus egregius
Mesoleptus egregius là một loài tò vò trong họ Ichneumonidae.